# Розанов, Иван Никанорович
Ива́н Никано́рович Ро́занов (9 [21] августа 1874 или 22 августа 1874, Моршанск, Тамбовская губерния — 22 ноября 1959, Москва) — русский и советский историк русской поэзии, библиограф, книговед. Брат академика М. Н. Розанова.

## Биография
Родился 9 (21) августа 1874 года в Моршанске (Тамбовская губерния) в семье московского нотариуса, чиновника московской палаты гражданского суда; был последним, 10-м ребёнком. Мать происходила из семьи Рудаковых, находившихся в родстве с А. С. Грибоедовым.
Учился в 4-й Московской гимназии (1885—1894), после окончания которой в 1895 году поступил на историко-филологический факультет Московского университета. Здесь, помимо литературных циклов, увлекался лекциями по истории В. О. Ключевского. Познакомился со студентом того же университета Валерием Брюсовым. Со студенческой скамьи начал собирать книги русских поэтов; уникальная библиотека русской поэзии после его смерти была передана в дар Государственному музею А. С. Пушкина.
После окончания университетского курса в 1900 году И. Н. Розанов был оставлен при кафедре русского языка и литературы для подготовки к профессорскому званию. Одновременно он стал преподавать в частной женской гимназии Л. Ф. Ржевской. За работу «Грибоедов и Пушкин», напечатанную в 1900 году в студенческом «Пушкинском сборнике», он был награждён Пушкинской медалью.
С 1915 года он преподавал в высших учебных заведениях, в частности много лет был профессором Московского университета (с 1918), преподавал также в Нижегородском университете, на Высших женских курсах. 
В 1914 году стал одним из инициаторов создания литературного кружка, известного как Никитинские субботники.
С 1919 года работал в Государственном Историческом музее, где был занят вопросами русской книги и научной библиографии; в 1921 году организовал и возглавил отдел истории книги при музее.
В 1939 году стал доктором филологических наук без защиты диссертации — по совокупности научных трудов. 
В 1941 году он возглавил сектор народного творчества Союза писателей СССР. В 1943 году был утверждён ВАК «в учёном звании профессора». 
В 1946—1952 годах был старшим научным сотрудником Института мировой литературы АН СССР.
Постоянной литературной деятельностью занимался с 1911 года. В своих историко-литературных работах изучал четыре основных темы:
1. поэты первой трети XIX в.
2. литературные влияния (ст. «Пушкин и Грибоедов», «Вяземский и Пушкин», «Ранние подражания „Евгению Онегину“», «Отзвуки Лермонтова»)
3. связь книжной лирики с песенным фольклором («От книги — в фольклор» и др.)
4. история литературных репутаций; в 1928 вышла книга «Литературные репутации» (И. Розанов Литературные репутации. — М.: «Никитинские субботники», 1928. − 148 с. — 3 000 экз.; М.: Советский писатель, 1990.).

Умер 22 ноября 1959 года в Москве. Похоронен на Новодевичьем кладбище.